# Peccato originale antigenico

Il peccato originale antigenico: quando il corpo incontra per la prima volta un patogeno, egli produce degli anticorpi efficienti contro il suo antigene dominante (sfere grandi blu), riuscendo così a estinguere l'infezione. Ma quando il patogeno si ripresenterà, stavolta con un nuovo antigene dominante (triangoli grandi rossi), il sistema immunitario continuerà a produrre anticorpi contro il vecchio antigene (stavolta recessivo) e non avvierà nessun processo cellulare volto a creare nuovi anticorpi contro il nuovo antigene dominante. Il risultato è l'inefficienza dei vecchi anticorpi contro il patogeno e pertanto una risposta immunitaria debole.

Il peccato originale antigenico, conosciuto anche come effetto Hoskins si riferisce alla propensione del sistema immunitario umano a utilizzare la memoria immunologica invece di ricreare nuovi anticorpi in seguito a una seconda esposizione al patogeno, anche se con caratteristiche diverse da quello originario.
Questo effetto obbliga il sistema immunitario a utilizzare la stessa tipologia di risposta contro lo stesso antigene, impedendogli di maturare nuove risposte contro lo stesso patogeno (es. virus o batterio) che nel frattempo è in fase di evoluzione. Il peccato originale antigenico è stato descritto per il virus dell'influenza, virus dengue, virus dell'immunodeficienza umana (HIV) e tanti altri.

Questo fenomeno venne descritto per la prima volta nel 1960 da Thomas Francis, Jr. nell'articolo "On the Doctrine of Original Antigenic Sin" ("Sulla dottrina del peccato originale antigenico") e venne denominato così per analogia al concetto teologico del peccato originale; solo in seguito venne citato da Richard Krause. che pronunziò nella sua opera:
"The antibody of childhood is largely a response to dominant antigen of the virus causing the first type A influenza infection of the lifetime. [...] The imprint established by the original virus infection governs the antibody response thereafter. This we have called the Doctrine of the Original Antigenic Sin."

## Nei linfociti B

Un esempio delle conseguenze del peccato originale antigenico.
Una cellula B della memoria riconosce con estrema affinità e specificità il "virus A" producendo così degli anticorpi "Anti-Virus A".
Il virus A^{1}, a causa della memoria del sistema immunitario, verrà riconosciuto e attaccato dalle cellule B della memoria che continueranno a produrre "anticorpi anti-virus A" e non "anticorpi anti-virus A^{1}". A causa di ciò, i linfociti B vergini non sono attivati e non sono stimolati a produrre nuovi anticorpi "anti-virus A^{1}"; addirittura la loro azione viene inibita dagli anticorpi delle cellule della memoria.
Questo processo porta ad una risposta immunitaria più debole contro il nuovo ceppo A^{1} del virus.

In seguito a un'infezione primaria da parte di un patogeno, il sistema immunitario genererà le cellule B della memoria che rimarranno per molto tempo nel corpo e doneranno protezione contro le successive infezioni.
I linfociti B della memoria reagiranno al patogeno se si ripresenterà di nuovo nell'umore dell'organismo, attraverso due tappe principali:
- riconoscimento di specifici epitopi sulla superficie delle proteine del non-self (es. proteine virali);
- produzione di anticorpi antigene-specifici.

Queste tappe avvengono più velocemente rispetto a quelle dei linfociti B non ancora attivati (detti anche vergini o naïve) e aumentano pertanto l'efficienza della risposta immunitaria contro lo stesso patogeno.
Durante le infezioni primarie e secondarie o in seguito a vaccinazione, un virus può andare incontro a spostamento antigenico (o "shift" antigenico), un processo caratterizzato da eventi naturali di mutazione degli epitopi (es. le proteine di membrana del virus) e può evadere i sistemi di protezione progettati dal sistema immunitario, nonostante l'attivazione delle cellule B della memoria. Questo può avvenire per diverse ragioni:
- gli anticorpi prodotti dalle cellule B della memoria non riescono a legarsi agli epitopi alterati;
- questi anticorpi inibiscono l'attivazione di nuovi linfociti B vergini che permetterebbero di generare anticorpi più efficienti contro il patogeno evoluto.[6]

### Le conseguenze del peccato originale antigenico nei vaccini
Il peccato originale antigenico è di particolare importanza nell'applicazione e nello sviluppo dei vaccini.

#### Virus dengue
Nella febbre dengue, il peccato originale antigenico ha avuto delle implicazioni importanti per lo sviluppo del vaccino contro l'omonimo virus. Una volta che è stata elaborata una risposta contro un particolare sierotipo del virus dengue, è improbabile che una seconda vaccinazione sarà efficace; ciò implica che già dalla prima dose di vaccino si devono scatenare contemporaneamente delle risposte immunitarie contro tutti e quattro i sierotipi del virus. Nel 2015 una nuova classe di anticorpi neutralizzanti tutti e quattro i sierotipi di virus sta consentendo alla ricerca di sviluppare un vaccino del dengue universale.

#### Virus dell'influenza
A causa di questo effetto, sia la specificità sia la qualità della risposta immunitaria contro i nuovi ceppi del virus dell'influenza sono ridotte in persone che sono ripetutamente immunizzate (per mezzo di un'esposizione continua al virus o a causa di particolari vaccinazioni). Ad esempio, diversi ricercatori hanno dimostrato una minore risposta immunitaria mediata dagli anticorpi in individui che hanno assunto i seguenti vaccini contro questo virus a distanza di tre mesi:
- vaccino contro la pandemia influenzale del 2009 del ceppo H1N1;
- vaccino contro l'influenza stagionale A/Brisbane/59/2007 (H1N1).

## Nei linfociti T citotossici
Un fenomeno simile è stato descritto nelle cellule T citotossiche (CTLs).

### Le conseguenze del peccato originale antigenico nei vaccini

#### Virus dengue
È stato dimostrato che durante una seconda infezione per mezzo di una diversa specie del virus dengue, i CTLs preferiscono rilasciare citochine invece di causare la lisi della cellula. Come risultato, la produzione di queste citochine si pensa aumenti la permeabilità vascolare esacerbando il danno delle cellule endoteliali.

#### Virus dell'HIV e dell'epatite C
Diversi gruppi di ricerca hanno provato a progettare dei vaccini per HIV e il virus dell'epatite C basati sull'induzione di risposte mediate dai CTLs.
La scoperta che la risposta dei CTLs possa essere influenzata dal peccato originale antigenico ha portato a comprendere l'inefficacia di questi vaccini. Ad esempio, virus come quelli dell'HIV sono altamente mutageni: questo comporta la creazione di nuovi epitopi che non saranno riconosciuti da un ipotetico vaccino anti-HIV. Il vaccino potrebbe addirittura peggiorare lo status di infezione, vincolando la risposta immunitaria soltanto al primo ceppo di virus incontrato e non ai successivi.